# Bapu (tytuł)

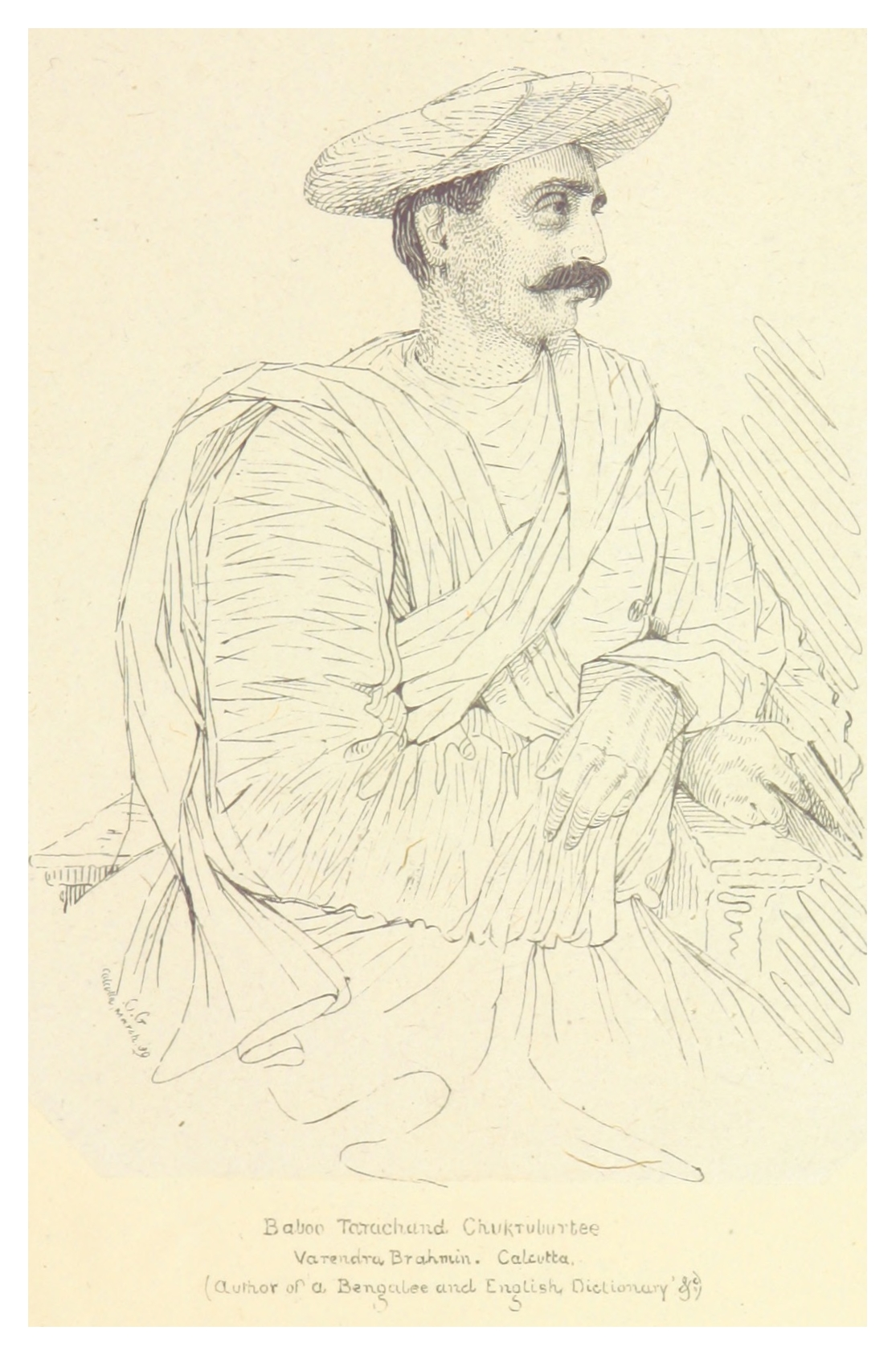
Baboo Tarachand Chukturburtee, Varenda Brahmin, Calcutta 1844

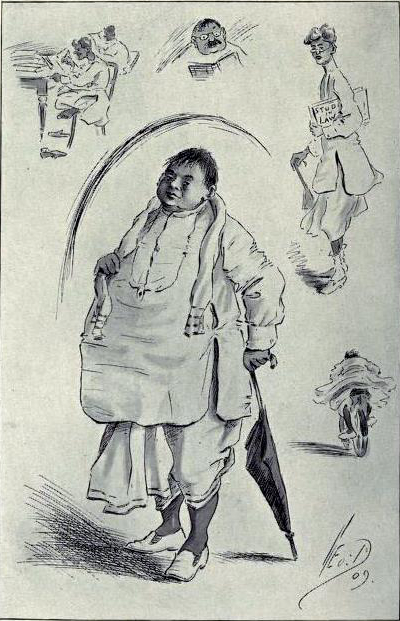
The Bengali Baboo. Twenty-One Days in India, or, the Tour Of Sir Ali Baba K.C.B. and, the Teapot Series by George Aberigh-Mackay

Bapu (dewanagari बापू, trl. bāpū, ang. bapu) – w języku hindi oraz w gudźarati jest to jedno z określeń tłumaczone jako ojciec. Używane jest jako tytuł nadawany mężczyznom w starszym wieku, szanowanym za religijność.
Stosowany jest często wobec osób publicznych jako określenie honoryfikatywne. Występuje też jako stały składnik hinduistycznych imion wybranych guru i osób duchownych niektórych sampradaj. W takich zastosowaniach jest łączone z tytułem dźi, co dodatkowo powiększa wyrażenie szacunku.

## Przykłady użycia

### Hinduistyczne imiona guru
- Sant Śri Aśaramdźi Bapu – współczesny guru z Ahmedabadu w stanie Gudźarat w Indiach
- Śri Chinmayanand Bapu
- Śri Lal Das Bapu
- Śri Dźiwan Das Bapu
- Śri Narajan Das Bapu
- Śri Prem Das Bapu
- Śri Raghuram Das Bapu
- Śri Prabhu Das Bapu
- Pudźja Sant Morari Bapu
- Pudźja Śri Tribhuwan Das Bapu

### Bapudźi
- Bapu – ojczulek (Mahatma Gandhi)[2]
- Bapudźi – Czcigodny Ojciec (Mahatma Gandhi)
- Pudźja Bapudźi = Pudźja Śri Rang Awadhut Maharadż = Panduranga Vitthala Valame
- Medhawale Bapudźi
- Ranćod Bapudźi